# Christa Luft
Christa Luft (* Krakow am See, 1938. február 22.) német közgazdász, politikus, a Modrow-kormány gazdasági minisztere, a Bundestag egykori képviselője.

## Szakmai pályafutása
Felsőfokú végzettségét a Berlini Külkereskedelmi Főiskolán és a Berlini Közgazdasági Főiskolán szerezte meg, ahol 1964-ben doktorált. 1967-től a Berlini Közgazdasági Főiskola esti tagozatának dékánhelyettese, 1971-től a főiskola professzora, később tanszékvezetője, majd 1988-tól rektora valamint a Tudományos Akadémia levelező tagja.

## Politikai pályafutása
1952 és 1964 között tagja volt a Szabad Német Ifjúság szervezetnek, valamint 1958 és 1989 között a Német Szocialista Egységpártnak. 1989 november 18-a és 1990 április 12-e között a Modrow-kormány gazdasági minisztere és a kormány alelnöke, ezt követően 1990 októberéig az NSzEP utódpártjának, a Demokratikus Szocializmus Pártjának (PDS) parlamenti képviselője. 1994 és 2000 között a Bundestag képviselője, a PDS-frakció vezetőjének helyettese, 1998-tól a PDS-frakció gazdaságpolitikai szóvivője.

## Fordítás
- Ez a szócikk részben vagy egészben a Christa Luft című német Wikipédia-szócikk fordításán alapul.  Az eredeti cikk szerkesztőit annak laptörténete sorolja fel. Ez a jelzés csupán a megfogalmazás eredetét és a szerzői jogokat jelzi, nem szolgál a cikkben szereplő információk forrásmegjelöléseként.